# Chaesub Lee
Chaesub Lee (coreano: 이재섭) es un investigador surcoreano, el director de la Oficina de la Oficina de Normalización de las Telecomunicaciones de la UIT, la secretaría permanente del Sector de Normalización de las Telecomunicaciones de la Unión Internacional de Telecomunicaciones (ITU-T) y como tal, un subsecretario general de las Naciones Unidas.

## Carrera temprana
En 1986, Lee empezó a trabajar en Telecomunicación de Corea, donde  trabajó durante diecisiete años. Después de esto, Lee trabajó en el Instituto de Investigación de Electrónica y Telecomunicaciones de Corea (ETRI) durante ocho años.